# Jorge Dely Valdés
Jorge Dely Valdés (Colón, Panamà, 12 de març de 1967) és un exfutbolista. Va disputar 34 partits amb la selecció de Panamà. És germà dels també futbolistes Julio César Dely Valdés i Armando Dely Valdés.